# Sonate K. 104
La sonate K. 104 (F.63/L.442) en sol majeur est une œuvre pour clavier du compositeur italien Domenico Scarlatti.

## Présentation
La sonate K. 104 est titrée Toccata dans les copies de Vienne et Münster. Elle regorge de contrastes : notes martelées en alternance, ostinato d'accords, mélodies surprenantes et croisements où la main gauche s'élance dans l'aigu pour retomber quatre octaves plus bas, donnant l'impression qu'une troisième main aide à la réalisation,. Les musicologues Jane Clark et John Henry van der Meer (nl), considérant le registre de l'instrument, datent la sonate de 1740, tout comme la sonate suivante et le fameux triptyque K. 490 à 492,.

## Manuscrits
Le manuscrit principal est le numéro 7 du volume XV de Venise (1749), copié pour Maria Barbara ; les autres sont Parme III 2, Münster V 21 et Vienne A 15.

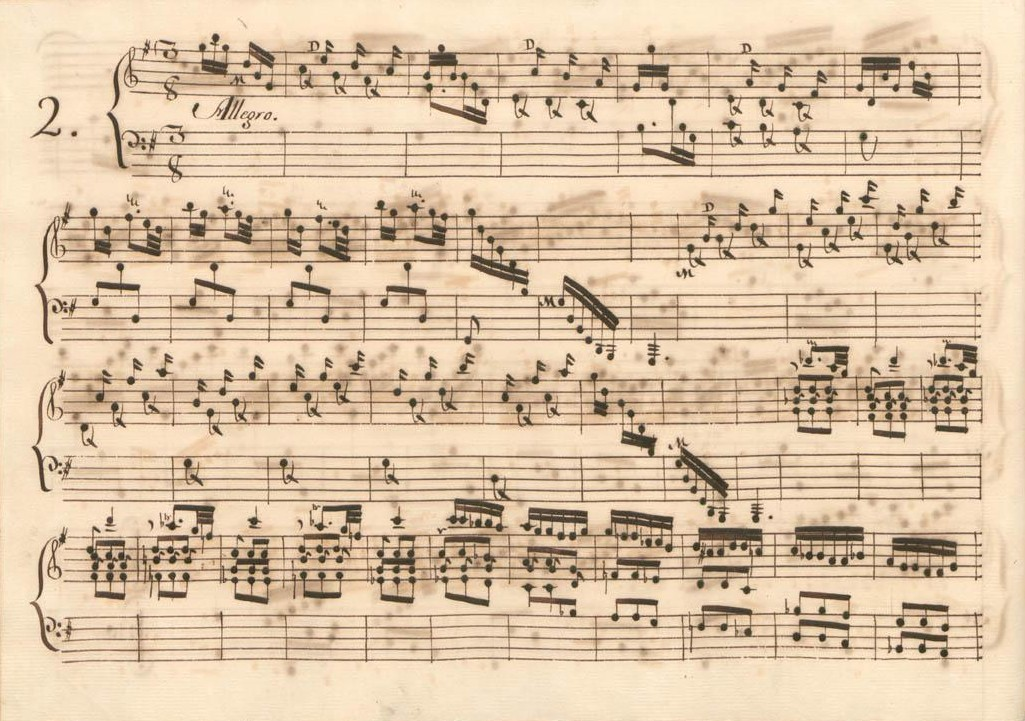
Parme III 2.
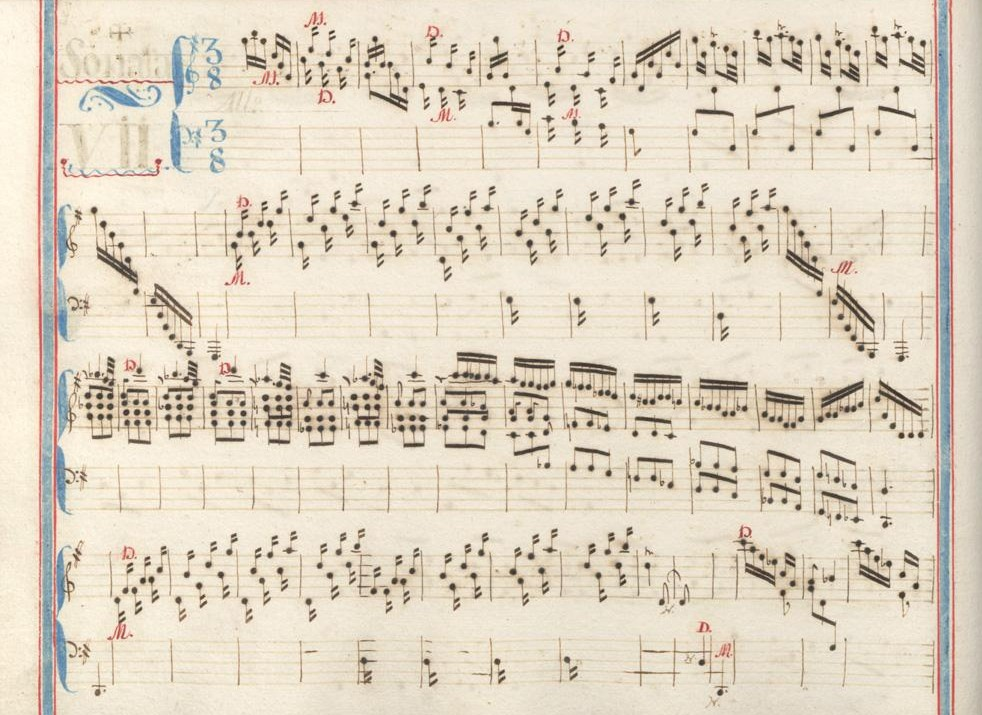
Venise XV 7.
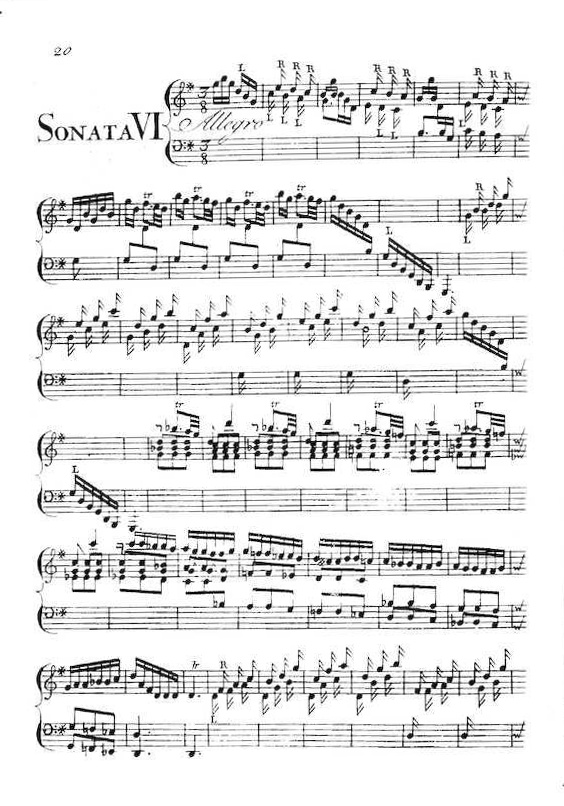
Édition, Londres 1752.

## Interprètes
C'est une des sonates les moins jouées. Au piano, elle est défendue par Carlo Grante (2009, Music & Arts, vol. 2) ; au clavecin par Scott Ross (Erato, 1985), Virginia Black (1986, EMI), Pieter-Jan Belder (2000, Brilliant Classics) et Richard Lester (2005, Nimbus, vol. 6).

## Sources
: document utilisé comme source pour la rédaction de cet article.
- Ralph Kirkpatrick (trad. de l'anglais par Dennis Collins), Domenico Scarlatti, Paris, Lattès, coll. « Musique et Musiciens », 1982 (1re éd. 1953 (en)), 493 p. (OCLC 954954205, BNF 34689181).
- Alain de Chambure, « Domenico Scarlatti : Intégrale des sonates — Scott Ross », Erato (2564-62092-2), 1985 (OCLC 891183737) .
- Guy Sacre, La musique pour piano : dictionnaire des compositeurs et des œuvres, vol. II (J-Z), Paris, Robert Laffont, coll. « Bouquins », 1998, 2425 p. (ISBN 978-2-221-08566-0).